# Shake Down
| Recensione              | Giudizio |
| ----------------------- | -------- |
| AllMusic                | [ 1 ]    |
| Progboard               | [ 2 ]    |
| Dizionario del Pop-Rock | [ 3 ]    |
| 24.000 dischi           | [ 4 ]    |

Shake Down è l'album discografico di debutto del gruppo musicale di rock-blues dei Savoy Brown (l'album uscì a nome Savoy Brown Blues Band), pubblicato (solo nel Regno Unito) dalla casa discografica Decca Records nel settembre del 1967.

## Tracce
Lato A
1. I Ain't Superstitious – 3:30 (Willie Dixon)
2. Let Me Love You Baby – 3:00 (Willie Dixon)
3. Black Night – 4:50 (Jessie Mae Robinson)
4. High Rise – 2:40 (Beverly Bridge, Freddie King, Sonny Thompson)
5. Rock Me Baby – 3:00 (B.B. King, Joe Josea)
6. I Smell Trouble – 4:35 (Don Robey)

Lato B
1. Oh! Pretty Woman – 2:30 (Albert King)
2. Little Girl – 1:40 (Willie Dixon)
3. The Doormouse Rides the Rails – 3:30 (Martin Stone)
4. It's All My Fault – 5:00 (John Lee Hooker)
5. Shake 'Em on Down – 6:05 (Tradizionale; arrangiamenti di Bob Hall e Savoy Brown)

- Brano: I Smell Trouble, sulle note del vinile è riportato come autore Robay (Don Robey), mentre su retrocopertina LP è accreditato a Deadric Malone (si tratta dello pseudonimo dello stesso Don Robey).
- Brano: Oh! Pretty Woman, sulle note del vinile reca il titolo Pretty Woman e come autore Williams, su retrocopertina LP reca il titolo di Oh! Pretty Woman ed è assegnato ad Albert King.
- Brano: Little Girl è erroneamente attribuito (sia sulle note del vinile che su retrocopertina) a Willie Dixon, in realtà è un brano di Chester Burnett (Howlin' Wolf).
- Il brano firmato da John Lee Hooker, che sull'album originale reca il titolo (errato) di It's All My Fault; il titolo corretto è It's My Own Fault.

## Formazione
- Brice Portius - voce
- Kim Simmonds - chitarra
- Martin Stone - chitarra
- Ray Chappell - basso
- Leo Mannings - batteria

Musicista aggiunto
- Bob Hall - pianoforte (brani: I Ain't Superstitious, Little Girl e Shake 'Em on Down)

Note aggiuntive
- Mike Vernon - produttore
- Registrato al West Hampstead Studios di Londra, Inghilterra, metà del 1967[6]
- Gus Dudgeon - ingegnere delle registrazioni
- Neil Slaven - note di retrocopertina album[7]